# روبير الأول (ملك فرنسا)
روبير الأول ملك فرنسا (بالفرنسية: Robert I of France)‏ ‏ (866–923) كان ملك مملكة الفرنجة الغربيين من عام 922 حتى 923.